# 张建林
张建林（1965年—），湖南长沙人，汉族，中华人民共和国政治人物、第十一届全国人民代表大会湖南地区代表。
毕业于湘潭大学金属材料专业，是中共党员。担任华能湖南分公司总经理。2008年起担任全国人大代表。